# Karin Slaughter
Karin Slaughter (6 de janeiro de 1971) é uma escritora de literatura policial norte-americana. Ela escreveu 21 romances, que venderam mais de 40 milhões de cópias e foram publicados em 120 países.

## Biografia
Karin Slaughter nasceu em uma pequena cidade no sul do estado da Geórgia, EUA, e desde pequena escreve romances e contos. Seu primeiro romance, Blindsighted (2001), foi publicado em 27 idiomas e fez parte da lista de finalistas do Prêmio Dagger da Crime Writers' Association em "Melhor Thriller Estreante' de 2001.
Slaughter também ganhou o prêmio CWA Ian Fleming Steel Dagger de 2015 por seu romance Cop Town.

### Filantropia
Slaughter é um defensora das bibliotecas e fundou a Save the Libraries, uma organização sem fins lucrativos que faz campanha para apoiar as bibliotecas públicas dos EUA. O fundo Save the Libraries forneceu mais de US$ 300.000 para a Biblioteca Pública do Condado de DeKalb em Atlanta, Geórgia.

## Obras

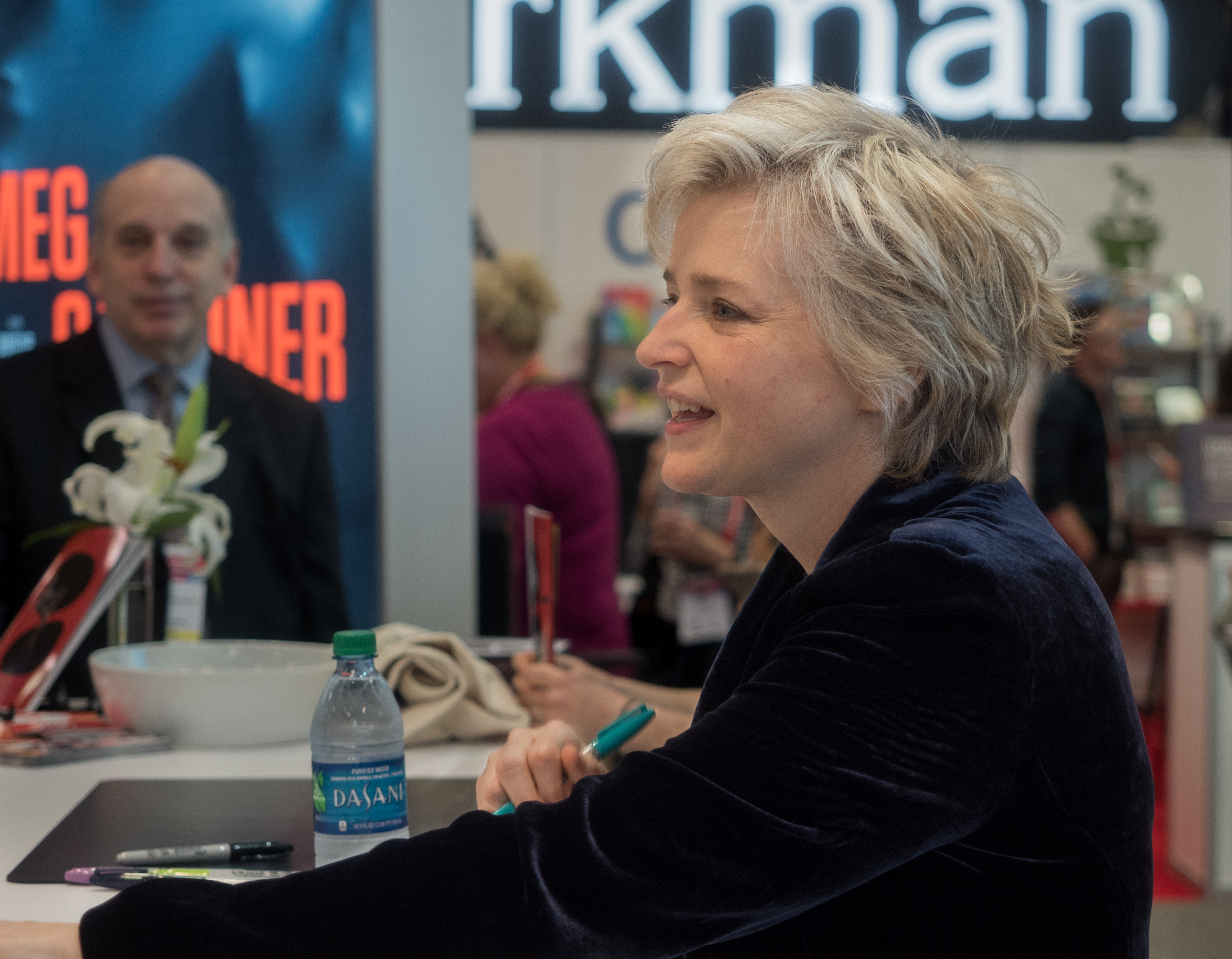
Karin Slaughter na BookExpo America em 2019

### SérieThe Grant County
- Blindsighted (2001) no Brasil: Cega (Record, 2005) em Portugal: Morte Cega (Gótica, 2005)
- Kisscut (2002) em Portugal: Um Muro de Silêncio (Gótica, 2006)
- A Faint Cold Fear (2003) no Brasil: Frio na Espinha (Record, 2006) em Portugal: Frio na Espinha (Editora Record, 2006)
- Indelible (2004)
- Faithless, (2005)
- Beyond Reach (2007)

### SérieThe Will Trent
- Triptych (2006) no Brasil: Tríptico (Record, 2012) em Portugal: Tríptico (Topseller, 2013)
- Fractured (2008) no Brasil: Fissura (Record, 2013) em Portugal: Fraturado (Topseller, 2014)
- Undone (2009) no Brasil: Gênese (Record, 2017) em Portugal: Génesis (Topseller, 2015)
- Broken (2010) no Brasil: Destroçados (Record, 2017) em Portugal: Destroçada (Harper Collins, 2016)
- Fallen (2011)
- Snatched (2012, ebook novela)
- Criminal (2012)
- Busted (2013, ebook novela)
- Unseen (2013)
- The Kept Woman (2016) no Brasil: Esposa perfeita (HarperCollins Brasil, 2017) em Portugal: A Mulher Oculta (Harper Collins, 2017)
- The Last Widow (2019) no Brasil: A Última Viúva (HarperCollins Brasil, 2019) em Portugal: A Última Viúva (Harper Collins, 2019)
- The Silent Wife (2020) no Brasil: A Esposa Silenciosa (HarperCollins Brasil, 2020) em Portugal: A Esposa Silenciosa (Harper Collins, 2022)
- After That Night (2023)

### Outros livros
- Like A Charm (2004; editor)
- Martin Misunderstood (2008)
- Thorn in My Side (2011; ebook novela)
- Cop Town (2014)
- Blonde Hair, Blue Eyes (2015) (novela) (prequela do Pretty Girls)
- Pretty Girls (2015) no Brasil: Flores Partidas (HarperCollins Brasil, 2016) em Portugal: Flores Cortadas (Harper Collins, 2016)
- Last Breath (2017) (novela) (prequela do The Good Daughter)
- The Good Daughter (2017) no Brasil: A Boa Filha (HarperCollins Brasil, 2018) em Portugal: A Boa Filha (Harper Collins, 2017)
- Pieces of Her (2018) no Brasil: Ninguém pode saber (HarperCollins Brasil, 2019) em Portugal: Sabes quem é? (Harper Collins, 2018)
- False Witness (2021) em Portugal: Falsa Testemunha (Harper Collins, 2022)
- Girl, Forgotten (2022) em Portugal: A Rapariga Esquecida (Harper Collins, 2023)